# Кувшиновски рејон
Кувшиновски рејон (рус. Кувшиновский район) административно-територијална је јединица другог нивоа и општински рејон у централном делу Тверске области, на северозападу европског дела Руске Федерације.
Административни центар рејона је град Кувшиново. Према проценама националне статистичке службе Русије за 2014. на територији рејона је живело 14.770 становника или у просеку око 7,78 ст/км².

## Географија
Кувшиновски рејона налази се у централном делу Тверске области и обухвата територију површине 1.874 km². Граничи се са 6 тверских рејона, и то са Фировским и Вишњеволочким рејоном на северу, на истоку је Торжочки, а на југу Старички рејон. На западу су територије Селижаровског и Осташковског рејона.
Рејон се налази на јужним деловима Витепског побрђа, односно његове целине Вишњеволочке греде, на месту развођа између Балтичког мора и Каспијског језера. Северни делови рејона се преко реке Цна (започиње свој ток у северном делу рејона) одводњава ка језеру Мстино, односно ка басену реке Неве. Централни и јужни делови рејона припадају басену реке Тверце у коју се одводњавају преко њених притока Осуге и Поведа. На југу рејона извире река Велика Коша, лева притока Волге.
Око 76% рејонске територје налази се под шумама.

## Историја
Претеча данашњег рејона била је Тисјацка парохија са средиштем у Кувшинову, основана 1920. као део тадашњег Новоторшког округа Тверске губерније. Садашњи рејон основан је 1929. под именом Каменски рејон, прво као део Западне области, а потом од 1935. део Калињинске (данас Тверске) области.
Кувшиновски рејон је привремено био расформиран у периоду 1963–1965, а његова територија присаједињена суседном Торжочком рејону. Под садашњим именом постоји од 1965. године.

## Демографија и административна подела
Према подацима пописа становништва из 2010. на територији рејона је живело укупно 15.386 становника, док је према процени из 2014. ту живело 14.770 становника, или у просеку 7,78 ст/км².
| 1959.  | 1970.  | 1979.  | 1989.  | 2002.  | 2010.  | 2014.   |
| ------ | ------ | ------ | ------ | ------ | ------ | ------- |
| 35.432 | 27.498 | 23.548 | 20.601 | 17.847 | 15.386 | 14.770* |

Напомена: * Према процени националне статистичке службе
На подручју рејона постоји укупно 166 насељених места подељених на укупно 13 општина (12 сеоских и 1 урбана општина). Статус урбаног насеља има град Кувшиново који је уједно и административни центар рејона и у њему живи око 65% од укупне рејонске популације.

## Привреда и саобраћај
Најважније привредне активности на подручју рејона су пољопривредна производња и експлоатација шума.
Преко територије Кувшиновског рејона пролазе друмски правци Торжок—Кувшиново—Осташков, Вишњи Волочок—Јесеновичи—Кувшиново те железница која Кувшиново повезује са градом Торжоком.

## Знаменитости
У селу Прјамухино на неких 20ак километара северно од Кувшинова родио се руски револуциона и „отац модерног анархизма“ Михаил Александрович Бакуњин (1814–1876). Цео комплекс имања које је некада припадало Бакуњинима налази се на списку културног наслеђа Руске Федерације.